# Région de Gendarmerie d'Occitanie
La Région de Gendarmerie d'Occitanie (RGOCC) est une entité militaire responsable de l'ensemble des unités de la Gendarmerie départementale basée dans la région administrative d'Occitanie. Elle a été créée à la suite de la fusion des anciennes régions de gendarmerie de Midi-Pyrénées (RGMP) et de Languedoc-Roussillon (RGLR).
Elle est composée de treize groupements de Gendarmerie départementale (GGD) et de trois sections de recherches (SR). Il s'agit de la région de gendarmerie départementale réunissant le plus grand nombre de GGD en son sein.

## Histoire
Le 1er janvier 2016, à la suite de la réorganisation territoriale de la France, le nombre de régions métropolitaines passe de 21 régions (et la Corse) à 13. Les régions de gendarmerie départementales sont alors réorganisées afin se calquer sur les nouvelles régions administratives. Ainsi, la nouvelle région de gendarmerie, issue de la fusion des régions de gendarmerie de Midi-Pyrénées et de Languedoc-Roussillon, prend le nom provisoire de région de gendarmerie Languedoc-Roussillon-Midi-Pyrénées et son chef-lieu provisoire est fixé à Toulouse. Toutefois, durant une période de transition, les anciennes régions conservent l'essentiel de leurs prérogatives sous la forme de formations administratives dont le commandement est confié au groupement chef-lieu de l'ancienne région.
De plus, afin de respecter les limites de la nouvelle région Languedoc-Roussillon-Midi-Pyrénées, les territoires des zones de sécurité Sud et Sud-Ouest sont redéfinis.
Le 1er janvier 2017, la région administrative Languedoc-Roussillon-Midi-Pyrénées prend l'appellation d'Occitanie. Par juxtaposition, la région de Gendarmerie est également renommée de la même manière.
Le 1er septembre 2022, les formations administratives sont dissoutes et les anciennes régions de gendarmerie de Midi-Pyrénées et de Languedoc-Roussillon fusionnent totalement en tant que région de Gendarmerie d'Occitanie.

## Organisations
- Région de Gendarmerie d'Occitanie (RGOCC)

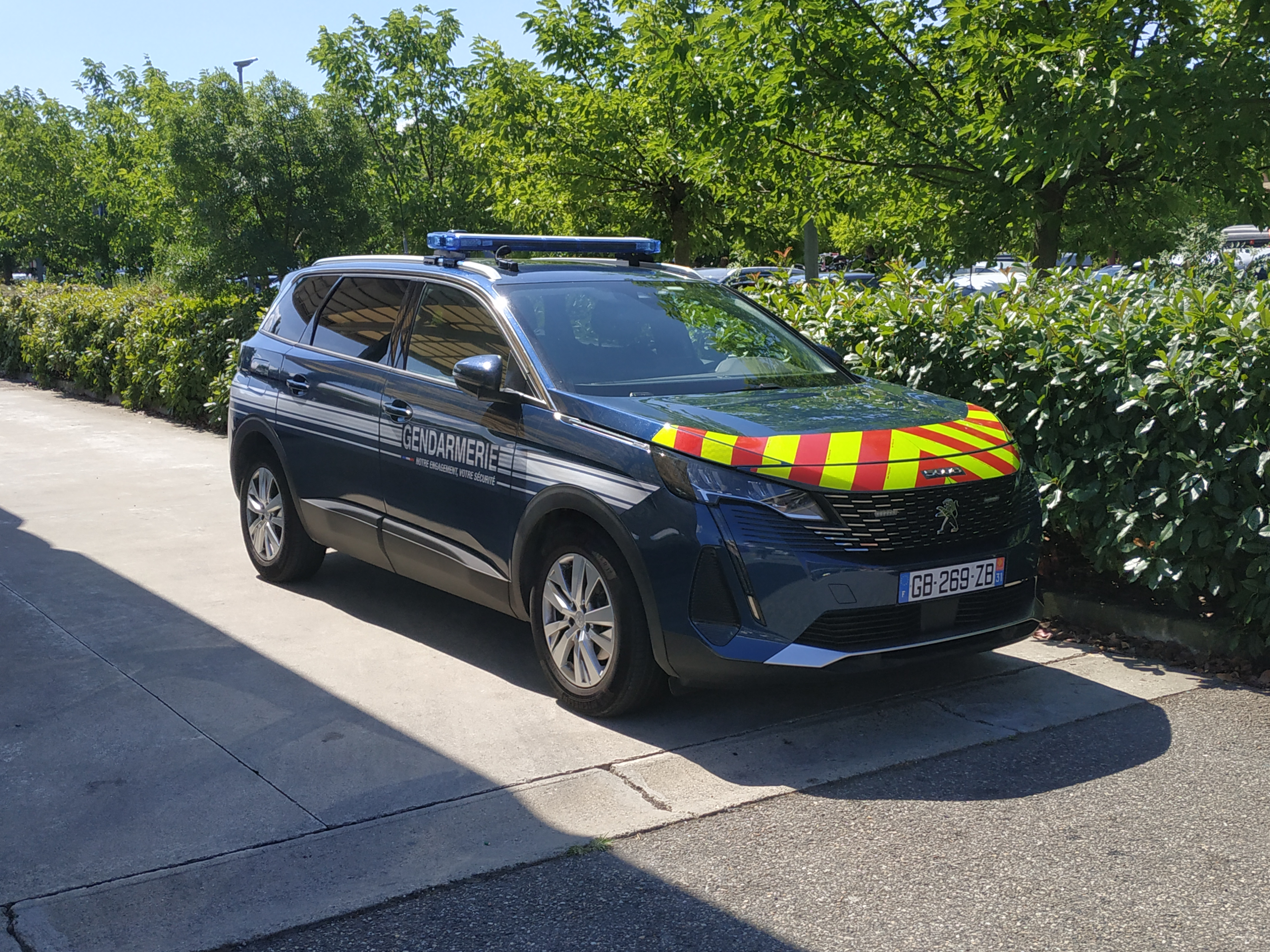
Véhicule d'intervention Peugeot 5008 à Castelnau-d'Estrétefonds

  - Groupement de Gendarmerie départementale de l'Ariège (GGD 09)
  - Groupement de Gendarmerie départementale de l'Aude (GGD 11)
  - Groupement de Gendarmerie départementale de l'Aveyron (GGD 12)
  - Groupement de Gendarmerie départementale du Gard (GGD 30)[5]
    - Brigade nautique et côtière du Grau-du-Roi
    - Compagnie de Gendarmerie départementale d'Alès
    - Compagnie de Gendarmerie départementale de Bagnols-sur-Cèze
    - Compagnie de Gendarmerie départementale de Nîmes
    - Compagnie de Gendarmerie départementale de Vauvert
    - Compagnie de Gendarmerie départementale du Vigan
    - Escadron départemental de sécurité routière du Gard (EDSR 30)
    - Maison de protection des familles du Gard (MPF 30)[6]

  - Groupement de Gendarmerie départementale de la Haute-Garonne (GGD 31)
  - Groupement de Gendarmerie départementale du Gers (GGD 32)
  - Groupement de Gendarmerie départementale de l'Hérault (GGD 34)
  - Groupement de Gendarmerie départementale du Lot (GGD 46)
  - Groupement de Gendarmerie départementale de la Lozère (GGD 48)
  - Groupement de Gendarmerie départementale des Hautes-Pyrénées (GGD 65)
  - Groupement de Gendarmerie départementale des Pyrénées-Orientales (GGD 66)
  - Groupement de Gendarmerie départementale du Tarn (GGD 81)[7]
    - Compagnie de Gendarmerie départementale d'Albi
    - Compagnie de Gendarmerie départementale de Castres
    - Compagnie de Gendarmerie départementale de Gaillac
    - Escadron départemental de sécurité routière du Tarn (EDSR 81)
    - Maison de protection des familles du Tarn (MPF 81)[6]

  - Groupement de Gendarmerie départementale de Tarn-et-Garonne (GGD 82)
  - Section de recherches de Montpellier
  - Section de recherches de Nîmes
  - Section de recherches de Toulouse

## Écussons
A compter du 1er septembre 2022, les gendarmes occitans portent un écusson commun. Ce dernier comporte une croix occitane jaune sur fond rouge et bleu. Cet écusson remplace ceux des anciennes régions Midi-Pyrénées et Languedoc-Roussillon.

Écusson de la région de gendarmerie de Midi-Pyrénées
Écusson de la région de gendarmerie du Languedoc-Roussillon

## Commandants
- Général de division Bernard Clouzot[9],[10] : 1er août 2015 (RGMP) - 31 juillet 2019
- Général de division Jacques Plays[11] : 1er août 2019 - 31 juillet 2021
- Général de division Charles Bourillon[3],[4] : depuis le 1er août 2021

## Appellations
- Région de Gendarmerie de Languedoc-Roussillon-Midi-Pyrénées[2] : 1er janvier 2016 - 31 décembre 2016
- Région de Gendarmerie d'Occitanie[12] : depuis le 1er janvier 2017